# The King Has Landed
The King Has Landed – album koncertowy Elvisa Presleya, zawierający nagranie koncertu z 22 kwietnia 1977 r. z Detroit w Michigan. Elvis miał na sobie Mexican Sundial suit. Został wydany w 2006  roku.

## Lista utworów
1. "2001 Theme"
2. "C.C. Rider"
3. "I Got a Woman – Amen"
4. "That’s All Right"
5. "Are You Lonesome Tonight?"
6. "Blue Christmas" + false start
7. "Love Me"
8. "If You Love Me "
9. "Jailhouse Rock"
10. "’O sole mio – It’s Now or Never"
11. "Little Sister"
12. "Teddy Bear – Don’t Be Cruel"
13. "Fever"
14. "My Way"
15. "Band Intros"
16. "Early Morning Rain"
17. "What’d I Say"
18. "Johnny B. Goode"
19. "Drum Solo"
20. "Bass Solo"
21. "Piano Solo"
22. "Electric Organ Solo"
23. "School Days"
24. "Hurt" + powtórka
25. "Hound Dog"
26. "Can’t Help Falling in Love"
27. "Closing Vamp"